# Bottle It Up
Bottle It Up is een nummer van de Amerikaanse zangeres Sara Bareilles uit 2008. Het is de tweede single van haar tweede studioalbum Little Voice.
Er bestaan twee versies van het nummer. De singleversie bevat een piano-intro, die mist op de albumversie. Waar voorganger Love Song een wereldwijde hit werd, bereikte "Bottle It Up" slechts enkel in Nederland de hitlijsten. Met een bescheiden 33e positie in de Nederlandse Top 40 werd het succes van de voorganger echter niet geëvenaard.